# Earthworm Jim (serie animata)
Earthworm Jim è una serie televisiva statunitense di animazione prodotta da AKOM, Flextech, The Children's Channel, Shiny Entertainment e Universal Cartoon Studios, e basata sul videogioco omonimo. In America la serie, formata da due stagioni, è andata in onda dal 9 settembre 1995 al 13 dicembre 1996. In Italia la serie venne acquistata da Mediaset e annunciata per la messa in onda su Italia 1, senza però venir mai trasmessa.

## Episodi

### Stagione 1
1. Sidekicked
2. The Book of Doom
3. Assault And Battery
4. Day of The Fish
5. Conqueror Worm
6. Upholstered Peril
7. Sword of Righteousness
8. The Egg Beater
9. Trout!
10. The Great Secret of The Universe
11. Bring Me The Head of Earthworm Jim
12. Queen What's Her Name
13. The Anti-Fish

### Stagione 2
1. The Origins of Peter Puppy
2. Opposites Attack!
3. Darwin's Nightmare
4. The Exile of Lucy
5. Evil In Love
6. Hyper Psy-Crow
7. Peanut of The Apes
8. Lounge Day's Journey Into Night
9. Wizard of Ooze
10. For Whom The Jingle Bell Tolls

## Sigle
Il tema originale è stato scritto ed eseguito da William Kevin Anderson.
In Italia, nonostante la serie sia inedita, la sigla è stata resa nota al pubblico nel 2016 (realizzata nel 2003), quando venne pubblicata nel CD #le sigle più belle. Scritta da Alessandra Valeri Manera e Silvio Amato è cantata da Cristina D'Avena, con la partecipazione di Claudio Moneta (voce di Jim).